# Dicranomyia (Dicranomyia) labellata
Dicranomyia (Dicranomyia) labellata is een tweevleugelige uit de familie steltmuggen (Limoniidae). De soort komt voor in het Neotropisch gebied.